# T-64BM2主战坦克
T-64BM2是乌克兰主战坦克，是T-64坦克的现代化升级型号。改造项目的主要执行单位是哈尔科夫装甲厂（KhBTZ），动力传动装置和发动机均由马雷舍夫工厂负责。T-64BM2的主要特点是安装了功率为1000马力6TD-1发动机的电机传动系统，以取代T-64的标准发动机5TDF（700马力）。由于新发动机的高度较高，因此需在车身上安装隔离用中环，以将炮塔升高几厘米。
截至2022年2月初，已有10辆T-64BM2坦克列装武装部队，哈尔科夫装甲厂保留了2辆用于测试。

## 历史
20世纪70年代，KMBD开发了一个名为“Kedr”（烏克蘭語：Кедр）或476工程的项目，旨在改进坦克的动力，并以T-64A为基础制造了三辆原型车，使用了装甲性能得到改进的新炮塔。坦克的动力室改装6TD-1发动机（1000马力）。
2019年9月，KhBTZ管理层宣布计划生产深度现代化的T-64坦克。然而此次现代化改造不存在安装新型发动机的问题（因为这通常会导致坦克重量增加并按需改变内构）。
至2020年代，项目仍未恢复。为了提升坦克的机动性，KMBD选择了一项策略，即使用在2021年之前由马雷舍夫工厂量产的组件和零配件。这些都来自当时最现代的T-80UD、BM堡垒等坦克系列。
据防务快报报道，现代化必须确保的主要问题是6TD-1发动机的安装。鉴于5TD发动机已所剩不多，这是必要的，况且储备5TD发动机是为了维持T-64坦克集群处于战备状态，目前已不切实际。事实上，恢复旧型发动机的生产也不可能，因为当时的马雷舍夫工厂早已开始生产6TD-1和6TD-2发动机。更换发动机也增加了机器的动力，因为之前的BM“布拉特”有不足：它配备了增压的5TDFM发动机，功率为850马力。事实证明，5TD对这辆重量增加到45吨的坦克而言太弱了。同时，这是一个增压发动机，进气和清洁系统却仍保持原样。其结果可能是，坦克因发动机故障而抛锚。
据专业坦克工程师瓦迪姆·帕夫利奇（羅馬化：Vadim Pavlich）介绍，当时生产了一批约12辆名为T-64BM2的坦克。帕夫利奇称这批坦克为“后进生”，因为这些坦克的发动机和瞄准具比BM“布拉特”更简单，因此坦克的造价更低。取代了850马力的增压发动机5TDFM，翻修后的T-64BM2安装的是常规发动机，功率690-700马力。原先的瞄准具1G42被保留，而非新火控系统1A45，同样能够发射战斗ATGM。从外观上看，该坦克与“布拉特”非常相似，不同之处仅在于T-64BM2在炮塔上保留了Luna（烏克蘭語：Луна）红外探照灯，而“布拉特”则没有。尽管外观上很相似，但在实际测试这些坦克时便立即遇到了发动机过热的问题。KhBTZ计划对这些坦克进行现代化改造，更换发动机，以获得成熟的战车。
2020年5月，国防部对KMBD制造更新型的T-64“蟹”的工作进度不满意，根据该公司的计划，新坦克最早将于2023年推出并测试。
2020年9月16日，KhBTZVyacheslav Strelets（烏克蘭語：В'ячеслав Стрілець）厂长宣布，该工厂与马雷舍夫工厂的专家正在联合开展一项T-64BM2坦克现代化的计划。这与恢复研发工作有关，由国防部提出，中央装甲局和国防部第482设计与技术中心发挥关键作用。
2021年4月21日，乌克兰国防部订购了12辆完成现代化改造工作的T-64BM2坦克。改造工作由哈尔科夫装甲厂和马雷舍夫工厂共同实施。
2021年4月，第一辆改装完成的T-64BM2配备了新的发动机和传动系统以及功率为1000马力的6TD-1发动机，并开始接受工厂测试，坦克成功通过了射击测试。
2021年，在客户代表在场的情况下，工厂对坦克进行了测试，首先确认了改进的行驶和射击能力。

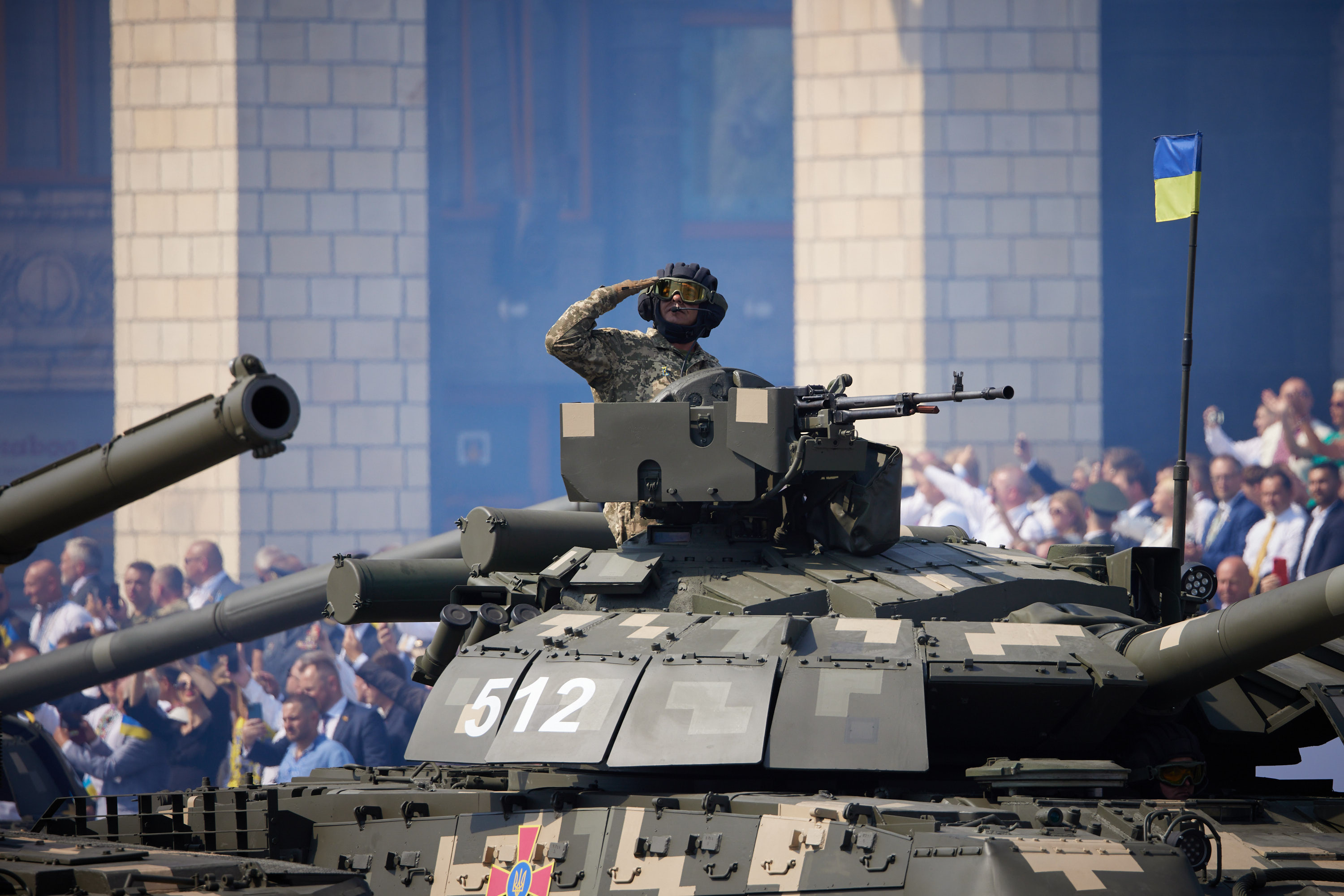
第92机械化旅的T-64BM2参加阅兵，2021年。

2021年8月24日，第92机械化旅的4辆T-64BM2坦克参加了乌克兰独立30周年阅兵式。

## 坦克参数
这是对坦克进行现代化改造的项目，在传动系统中安装6TD-1发动机以提升机动性，与T-80UD和T-84统形成一。T-64BM2与T-80UD的唯一区别是新的动力舱顶，其复制于T-84系列坦克。为了确保最大程度的序列化和统一，这是必要的，因为将极大的方便KhZTM和坦克使用方。
现代化改造显著提高了坦克的机动性及其他驾操特性。特别是对此型45吨的坦克而言，其比功率从18.9马力/吨增至22.2马力/吨。相对的，俄罗斯T-90A的对应参数为21.5马力/吨。
哈尔科夫装甲厂扩大了坦克后部动力舱的尺寸，以适应新发动机。该工作在乌克兰武装部队中央装甲局的领导下进行，发动机和变速箱部分的装配由马雷舍夫工厂负责实施。
值得一提的是，对T-64BM2而言，能发射国产战斗ATGM制导导弹的1A43U瞄准系统是坦克的标配，即，这套系统甚至在2021年现代化之前就已安装。
关于其他更新：

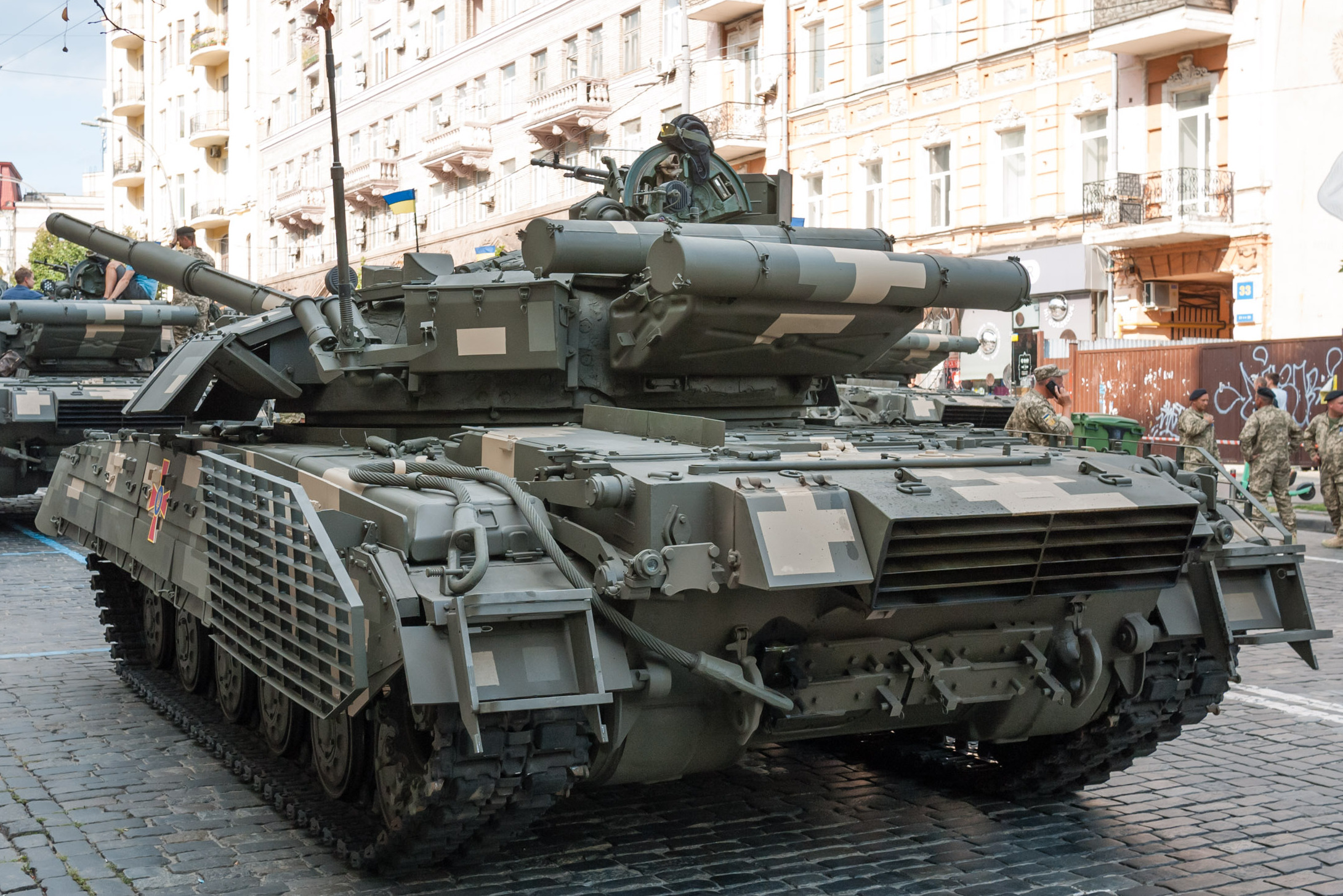
后视图。可看到新的电机动力室，这是一个保护油箱的装甲板。

- 安装国产TPN-1TPV热成像瞄准镜（装于T-64B的TPN-1-49-23的现代化改进型）。[7]
- 安装第三代电光转换器以实现对TKN-3和TVNE-4设备的现代化改造。为车长安装了一个单独的摄像头。[10]
- 安装利刃 (ERA)，取代了4S22。
- 安装SN-4215“玄武岩”坦克卫星导航系统。[11]
- 车体侧面附加的爆反块（T-64BM2的侧面与T-64BM“布拉特”侧面的同一位置相比，增加了一个由利刃 (ERA)模块控制的块，以保护整个弹药传送带及可能会危及弹药的区域）[2]、动力舱外的格栅装甲。
- 可保护副油箱的12mm厚附加装甲板。封闭式机枪装置也获得了保护。[2]
- 用于升高炮塔的炮塔中环。（如上文所述，配备6TD-1发动机的新动力舱顶比配备5TD的常规动力舱更高。这导致炮塔旋转时，火炮外壁会碰到其中一个位置。因此在车体上安装一个座圈以将炮塔升高几厘米并确保畅通无阻的“扫掠”，即火炮无阻碍的以最低倾斜角旋转。中环被附加装甲——安装于车体上部的装甲带包围，实现全封闭）。[2]
- 坦克后部安装了折叠梯，方便成员将之收纳至坦克上，极大地方便了诸如装载作战工具等操作。[2]
- 司机使用由Orizon Navigation（烏克蘭語：Оризон-Навигация）提供的全新信息面板，不再是传统的传感器——油、燃油、温度、速度槽等所有参数指标都显示在屏幕上。倒车摄像头的视野和GPS地图将显示在上面。[9]
- 安装了一个现代化的广播电台——带有跳频扩频[2]的抗干扰哈里斯（英語：Harris）广播电台，以取代原先的苏制广播电台。至此，这款坦克拥有完全符合北约标准的导航及内外部通信系统。[12][13]

此次现代化改造极为重要，因为在改造后，目前国产坦克的发动机实现了型号的统一。同时，又可且兼顾在“蟹”（羅馬化：Krab）项目下对T-64BV坦克进行现代化改进的工作。同时，T-64BM2的技术解决方案可完全转移至“蟹”，从而加速进展。

## 战斗记录
在俄罗斯全面入侵乌克兰期间，第92旅积极使用这些战车保卫哈尔科夫。
2022年10月，这些坦克在赫尔松州投入使用。

## 引文
1. 1 2  自由欧洲电台／自由电台. . YouTube. 2022-02-19  [2022-03-18]. （原始内容存档于2022-02-20）.
2. 1 2 3 4 5 6 7 8 9 10 11 12 13 14  Serhiy Zgurets. . defence-ua.com. 2021-07-12  [2022-07-08] （乌克兰语）.
3. 1 2  . Ukrainian Military Pages. 2021-04-21  [2024-10-08]. （原始内容存档于2024-11-08）.
4. ↑  . defence-ua.com. 2021-08-08  [2023-04-18]. （原始内容存档于2024-11-30） （乌克兰语）.
5. 1 2 3  . defence-ua.com.   [2022-07-08]. （原始内容存档于2024-11-13） （乌克兰语）.
6. 1 2  . Militarnyi. 2021-04-21  [2022-07-08]. （原始内容存档于2024-11-13）.
7. 1 2 3  . defence-ua.com.   [2022-07-08]. （原始内容存档于2021-04-27） （乌克兰语）.
8. ↑  . defence-ua.com. 2021-08-24  [2023-04-18]. （原始内容存档于2024-10-08） （乌克兰语）.
9. 1 2  . Militarnyi. 2022-02-11  [2022-07-08]. （原始内容存档于2024-11-16）.
10. ↑  . Militarnyi. 2022-01-05  [2022-07-08]. （原始内容存档于2024-11-13）.
11. ↑  . Orizon Navigation（烏克蘭語：Оризон-Навігація）.   [2024-10-08]. （原始内容存档于2024-11-30） （英语）.
12. ↑  . 乌克兰独立新闻社. 2022-02-08  [2024-10-08]. （原始内容存档于2024-06-22） （乌克兰语）.
13. ↑  . 乌克兰国际文传电讯社. 2022-02-08  [2024-10-08]. （原始内容存档于2024-11-30） （乌克兰语）.
14. ↑  . Militarnyi. 2022-03-27  [2024-10-08]. （原始内容存档于2024-11-16）.
15. ↑  . censor.net. 2022-10-06  [2023-04-18]. （原始内容存档于2024-10-08） （英语）.